# Bertrand Cantat
Bertrand Cantat (Pau, 5 maart 1964) is een Frans zanger. Hij was de voorman van de band Noir Désir. Cantat zat enkele jaren in de gevangenis voor doodslag met voorwaardelijke opzet op zijn vriendin, de Franse actrice Marie Trintignant.

## Loopbaan
Cantat was vanaf 1983 actief als zanger van Noir Désir, een alternatieve rockband die vooral in het eigen land veel succes had. Hij was een bekend figuur in de Franse media en mengde zich met een uitgesproken linkse mening geregeld in politieke kwesties. Hij trouwde in 1997 met de Hongaars-Franse schrijfster en vertaalster Krisztina Rády en kreeg twee kinderen met haar. In 2002 kreeg Cantat een relatie met actrice Marie Trintignant. Bij een ruzie in juli 2003 in een hotelkamer in Vilnius (Litouwen), waar Trintignant was voor de opnames van een film, sloeg Cantat zijn vriendin in een coma. Zij overleed enkele dagen later in een Frans ziekenhuis.
In een rechtszaak werd Cantat wegens doodslag op Trintignant in maart 2004 veroordeeld tot acht jaar gevangenisstraf. In september van dat jaar werd hij overgeplaatst van een gevangenis in Vilnius naar een gevangenis in de buurt van het Franse Muret. In oktober 2007 werd hij vervroegd vrijgelaten. In januari 2010 pleegde zijn ex-echtgenote Rády zelfmoord in haar woning in Bordeaux, waar Cantat op dat moment ook verbleef.
Met Noir Désir nam Cantat in 2008 twee nieuwe nummers op. De band bleef formeel bestaan tot 30 november 2010. Daags nadat gitarist Serge Teyssot-Gay de band verlaten had, werd een verklaring uitgegeven dat de band definitief stopte. Cantat werkte vanaf 2010 onder andere samen met zangeres Brigitte Fontaine en trad op met de groep Shaka Ponk. Met collega-muzikanten Pascal Humbert, Bernard Falaise en Alexander MacSween bracht hij in 2011 het album Chœurs uit. Met Humbert (lid van de voormalige band 16 Horsepower) werkte hij vervolgens samen in de groep Détroit. In 2013 kwam het duo met het album Horizons.
- Bibliothèque nationale de France: cb140183418 (data)
- Gemeinsame Normdatei: 132354373
- International Standard Name Identifier: 0000 0000 9554 1678
- Library of Congress Control Number: nb2004302275
- MusicBrainz: 8f26eb5c-8f37-4bae-97cb-08e862437b21
- Nederlandse Thesaurus van Auteursnamen: 194887952
- Réseau des bibliothèques de Suisse occidentale: 02-A006592136
- Système universitaire de documentation: 077347439
- Virtual International Authority File: 35614459
- WorldCat: E39PCjt3FBHdpbcVfp8MTV8R83